# ارون ويلديغ
ارون ويلديغ (بالإنجليزية: Aaron Wildig) (15 أبريل 1992 بهيرفورد في المملكة المتحدة - ) هو لاعب كرة قدم بريطاني في مركز الوسط. شارك مع منتخب ويلز لكرة القدم. أما مع النوادي، فقد لعب مع شروزبري تاون وكارديف سيتي وهاميلتون أكاديميكال ونادي كيدرمينستر هاريرز لكرة القدم ونادي موركامب.

## وصلات خارجية
- ارون ويلديغ على موقع قاعدة بيانات كرة القدم.إي يو (الإنجليزية)
- ارون ويلديغ على موقع Soccerbase.com (لاعب) (الإنجليزية)
- ارون ويلديغ على موقع Soccerway.com (الإنجليزية)

{{شريط تصفح تشكيلة فريق كرة قدم
|الاسم=
|اسم الفريق= نيوبورت كونتي
|القائمة=
- 1 Nik Tzanev [الإنجليزية]‏
- 3 غلينون
- 4 Matt Baker (footballer, born 2003) [الإنجليزية]‏
- 5 كلارك
- 6 Ciaran Brennan [الإنجليزية]‏
- 7 Bobby Kamwa [الإنجليزية]‏
- 8 سميث
- 9 بيكر-ريتشاردسون
- 10 Oliver Greaves [الإنجليزية]‏
- 11 Cameron Antwi [الإنجليزية]‏
- 12 Joe Thomas (footballer, born 2002) [الإنجليزية]‏
- 13 Jacob Carney [الإنجليزية]‏
- 14 Kai Whitmore [الإنجليزية]‏
- 15 Jenkins
- 17 Thomas Davies (footballer, born 2003) [الإنجليزية]‏
- 19 جارنر
- 20 Ben Lloyd (footballer) [الإنجليزية]‏
- 21 Michael Spellman (footballer) [الإنجليزية]‏
- 22 Habeeb Ogunneye [الإنجليزية]‏
- 23 Michael Reindorf [الإنجليزية]‏
- 26 Cameron Evans [الإنجليزية]‏

{{لاعب تشكيلة فريق كرة قدم|الرقم=27|الاسم=Alexander-Walker
- 28 Jordan Wright (footballer) [الإنجليزية]‏
- 29 Keenan Patten [الإنجليزية]‏

{{لاعب تشكيلة فريق كرة قدم|الرقم=30|الاسم=Co. Evans
- 31 Nelson Sanca [الإنجليزية]‏
- 32 Jaden Warner [الإنجليزية]‏
- 34 Jac Norris [الإنجليزية]‏
- 38 Lonergan
- مدرب: هيوز